# 格利澤339.1
格利泽339.1是一顆白矮星，距離地球約33.5光年。